# Joaquín Montaner
Joaquín Montaner y Castaños (Villanueva de la Serena, 1892-Barcelona, 1957) fue un escritor, dramaturgo, poeta y traductor español del modernismo.

## Biografía
Aunque nacido en 1892 en tierras extremeñas (en Villanueva de la Serena) vivió en Cataluña, al ser su padre, José, gobernador civil de Gerona en los años de la Restauración. En Barcelona se relacionó con los poetas del novecentismo, especialmente Josep Carner y Josep María de Sagarra en la tertulia en el restaurante «Maison Dorée» de Barcelona. Era hombre muy culto y destacó como poeta de tipo ecléctico, dramaturgo y buen traductor al castellano de las obras de Joan Maragall y de Baquílides; sostuvo una caudalosa correspondencia con Miguel de Unamuno y fue amigo del periodista Manuel Aznar. Fue redactor del diario La Publicidad.
Acumuló una importante biblioteca de libros de teatro que luego vendió al coleccionista Arturo Sedó, cuya biblioteca catalogará, y escribió El teatro romántico español (1928). Le estrenó Margarita Xirgú, con la que sostendrá una larga correspondencia de cinco años, el drama lírico en cinco actos y en verso El hijo del Diablo en 1927 (en ese acto, en el Teatro Fontalba de Madrid, Valle-Inclán escandalizó tanto que se lo llevaron arrestado y dijo aquello tan célebre a un policía de "arreste a los que aplauden"; Montaner era secretario del Comité Organizador de la Exposición Universal de Barcelona de 1929 y director de su muestra "El Arte en España", y era el árbitro de las gratificaciones de mil o dos mil pesetas destinadas a la propaganda de la Exposición, habiendo sobornado a la crítica teatral madrileña con estas cantidades. Las percibieron muchos escritores, pero de esta nómina estuvo excluido Valle-Inclán, el cual atravesaba una de sus malas rachas económicas) y su traducción de El estudiante de Vich (1928) de Sagarra, por el que ganó el premio Piquer; en 1928 Margarita Xirgu estrena su traducción de Los fracasados de Henri-René Lenormand y en 1915 ya había representado su adaptación, que había llevado a cabo Montaner junto a Salvador Vilaregut, de la Carmen de Prosper Merimée y adaptó asimismo La serrana de la Vera de Luis Vélez de Guevara en 1932.
Entre sus libros de poesía destaca Meditaciones líricas (Barcelona, 1918) y Poemas inmediatos (Barcelona, 1916), algunos de ellos dedicados a la tauromaquia. Montaner estaba ligado políticamente al dictador Miguel Primo de Rivera, que el año 1928 hizo derribar las Cuatro Columnas de Montjuïc en Barcelona, de Puig i Cadafalch, levantadas el año 1919, destinadas a convertirse en uno de los símbolos del catalanismo, lo que le granjeó algunas animadversiones. Obtuvo el Premio Nacional de Literatura y el de novela Ciudad de Barcelona.

## Obra
- La Colección Teatral de don Arturo Sedó, Barcelona, 1951.
- El Teatro Romántico Español, 1928.
- Cervantes y Barcelona, 1953.
- Don Ramiro el Grande, Barcelona: Fama, 1951 (novela Premio de novela de la ciudad de Barcelona del ano 1951).
- Misisipí. Barcelona: Montaner y Simón, 1948.
- Los iluminados. Poema dramático en cuatro actos y en verso. Madrid, Saturnino Calleja, 1920.
- El abad y el león. Barcelona, 1954
- Ortega y Gasset y el teatro nuevo [S.L.] [Barcelona], [1957].
- Primer Libro de Odas. 1915.
- Meditaciones líricas. Barcelona, Casa de Oliva de Vilanova, 1918.
- El estreno de La Muerte de César de Ventura de la Vega (1866). Prólogo de Guillermo Díaz-Plaja. M., Escuela Superior de Arte Dramático, 1954
- El hijo del Diablo. Drama en cinco actos en verso. Barcelona, A. López Llausas, 1927.